# Рокка-де-Бальді
Рокка-де-Бальді (італ. Rocca de' Baldi, п'єм. La Ròca dij Bàud) — муніципалітет в Італії, у регіоні П'ємонт,  провінція Кунео.
Рокка-де-Бальді розташована на відстані близько 480 км на північний захід від Рима, 75 км на південь від Турина, 17 км на схід від Кунео.
Населення — 1677 осіб (2014).

## Демографія
Населення за роками:

Станом на 1 січня 2023 року в муніципалітеті офіційно проживало 110 іноземців з 15 країн, серед них 44 громадяни країн Євросоюзу та 3 громадяни України.

## Сусідні муніципалітети
- Мальяно-Альпі
- Мондові
- Мороццо
- Сант'Альбано-Стура